# Castillo de Aviados
El castillo de Aviados es una fortaleza española situada sobre la localidad homónima, en el municipio de Valdepiélago, en León. Fue propiedad de la Casa de Guzmán, y resultó destruido por orden del rey Carlos I de España al término de la revuelta comunera, como castigo a la participación en esta de sus propietarios, en especial Ramiro Núñez de Guzmán, al que consideraba principal organizador y responsable del alzamiento comunero.
Situado en una posición inexpugnable sobre una gran roca caliza, constaba de tres recintos amurallados rodeando un torreón rectangular en la cima, siendo considerado uno de los castillos más fuertes y seguros de León. Se halla totalmente en ruinas.

## Historia

Escudo de Ramiro Núñez de Guzmán como señor de Aviados

Aunque es común atribuirle gran antigüedad, el castillo de Aviados debió ser construido a finales del siglo XI, coincidiendo con las primeras referencias documentales. Fue residencia ocasional de la reina Urraca I de León durante su turbulento reinado (1109-26).
Si bien se lo considera como el estimado solar primitivo de la antiquísima casa de los Guzmanes de León, en realidad fue adquirido por esta familia a finales del siglo XIII. Durante el reinado de Sancho IV de Castilla, era señora de Aviados María Ramírez de Cifuentes, hija de Ramiro Froilaz de Cifuentes y Teresa de Lara; que se casó con Juan Pérez de Guzmán, hijo de Pedro Núñez de Guzmán y Urraca García de Villamayor, señores de Toral, por lo que el señorío pasó a la casa de Guzmán en su descendencia, hasta el año 1837. Los Guzmanes de Toral lo usaron como residencia de verano,
En 1467, el pretendiente "Alfonso XII" confiscó sus feudos -entre ellos Aviados- a Gonzalo Núñez de Guzmán, entregándoselos a su archienemigo Diego Fernández de Quiñones, primer conde de Luna.
Sin embargo, la situación se invirtió cuando los Quiñones tomaron partido por Juana la Beltraneja, y el Guzmán por Isabel la Católica durante la Guerra de Sucesión Castellana, de modo que recuperó sus propiedades con la victoria de esta última.
En 1484 el joven Ramiro Núñez de Guzmán se enfrentó al poderoso Almirante de Castilla, Alonso Enríquez de Quiñones, nieto del conde de Luna, lo que provocó su destierro en Portugal. Le acompañan en Évora y Santarén sus vasallos montañeses quienes, dirigidos por su señor, salvaron al rey portugués Juan II de una traición y revuelta nobiliaria. El rey, agradecido, intercedió ante los Reyes Católicos que le perdonaron y restituyeron sus bienes. Las regencias tras la muerte de Isabel la Católica fueron su momento de mayor poder. Sus hijos sirvieron al infante Fernando. Por ello, en 1520 apoyó la rebelión de las Comunidades de Castilla.
Tras el fracaso y represión de la revuelta, el castillo de Aviados fue finalmente destruido por órdenes del rey Carlos I de España, como castigo a sus propietarios, que huyeron nuevamente a Portugal. Amnistiados, en 1532 el ya emperador Carlos ordenó la devolución de los bienes a Martín Núñez de Guzmán. El castillo de Aviados no fue reconstruido.